# Bobo Merenda
Bobo Merenda è un brano musicale con il testo composto da Enzo Jannacci e musica di Luis Eduardo Aute. Fu pubblicato nel 1968 come lato B nel 45 giri Ho visto un re/Bobo Merenda,; nella registrazione del brano l'orchestra è diretta da Luis Bacalov. 

## Contenuto
(Enzo Jannacci, Bobo Merenda, 1968)
Bobo Merenda è una canzone contro la guerra. Il protagonista è un inconsapevole costruttore di bombe che un giorno, mentre andava al lavoro, attraverso l'utilizzo di una lente a contatto vide il suo vero amore, una certa Blanca. Blanca chiedeva a Bobo che lavoro facesse laggiù nell'officina, ma lui non rispondeva perché non sapeva bene, «a lui hanno detto: quelle strane uova con le ali di metallo son cose per bambini... meglio di non parlare meglio». Blanca si era innamorata di lui e non si parlò più del suo lavoro; ma Bobo, anche lui innamorato, divenne curioso, così chiese al capo officina informazioni sul suo lavoro, l'ingegnere fu anche molto preciso ma Bobo non lo ascoltò. Sembrerebbe una storia allegra, una storia d'amore, anche se è una storia su cui vige il segreto militare ed è "...meglio non raccontare"; invece, la canzone finisce con un'esplosione e « forse per uno sbaglio, ci rimane soltanto la lente a contatto».

## Altre versioni
- 2006, Bandabardò - nell'album Fuori orario